# Alessio Martinelli
Alessio Martinelli (Sondalo, 26 april 2001) is een Italiaans wielrenner die anno 2022 rijdt voor Bardiani CSF Faizanè.

## Carrière
Als tweedejaars junior won Martinelli het bergklassement in de Ronde van de Vaud. Later die maand werd hij, achter Gianmarco Garofoli en Andrea Piccolo, derde in het nationale wegkampioenschap. Eind augustus werd Martinelli vijfde in de Trofeo Emilio Paganessi en won hij een etappe in de Ronde van Lunigiana. In het eindklassement van die meerdaagse juniorenwedstrijd werd hij tweede, met een achterstand van 38 seconden op Piccolo. OP het wereldkampioenschap op de weg was enkel Quinn Simmons beter. In 2021 werd Martinelli vierde in zowel de Giro del Medio Brenta als het eindklassement van de Ronde van Friuli-Venezia Giulia. Wel eindigde hij bovenaan het jongerenklassement in die laatste koers. In de Ronde van Lombardije voor beloften werd hij dertiende, op ruim anderhalve minuut van winnaar Paul Lapeira.
In 2022 werd Martinelli prof bij Bardiani CSF Faizanè. Zijn debuut voor die ploeg maakte hij in de Grote Prijs Megasaray. Een week later won hij de Grote Prijs Alanya door in een sprint met vier de Noor Sindre Kulset voor te blijven. In mei won hij de laatste etappe, een individuele tijdrit, in de Carpathian Couriers Race. Vijf dagen later was hij ook de beste in de Grote Prijs Industrie del Marmo. In de Ronde van de Apennijnen, gewonnen door Louis Meintjes na een solo van ruim zeven kilometer, eindigde Martinelli in de eerste achtervolgende groep op plek zeven.

## Overwinningen
2019
Bergklassement Ronde van de Vaud
3e etappe Ronde van Lunigiana
2021
Jongerenklassement Ronde van Friuli-Venezia Giulia
2022
Grote Prijs Alanya
4e etappe Carpathian Couriers Race
Grote Prijs Industrie del Marmo

## Resultaten in voornaamste wedstrijden
| Jaar | Ronde van Italië | Ronde van Frankrijk | Ronde van Spanje |
| ---- | ---------------- | ------------------- | ---------------- |
| 2024 |                  |                     |                  |
| 2025 | opgave           |                     |                  |

| Jaar | Milaan-San Remo | Ronde van Lombardije |
| ---- | --------------- | -------------------- |
| 2024 | 67e             | 103e                 |
| 2025 | 113e            |                      |

## Ploegen
- 2020 –  Team Colpack Ballan
- 2021 –  Team Colpack Ballan
- 2022 –  Bardiani CSF Faizanè
- 2023 –  Green Project-Bardiani-CSF-Faizanè
- 2024 –  VF Group-Bardiani CSF-Faizanè
- 2025 –  VF Group-Bardiani CSF-Faizanè

Battaglin · Bonillo · Cañaveral · Colnaghi · Covili · El Gouzi · Fiorelli · Gabburo · Marcellusi · Martinelli · Mazzucco · Modolo · Mulubrhan (vanaf 21/4) · Nieri · Pellizzari · Pinarello · Rastelli · Santaromita · Tarozzi · Tolio · Tonelli · Trainini (tot 5/4) · Visconti (tot9/3) · Zana · Zanoncello · Zoccarato · Magli (stagiair)
Bonillo · Colnaghi · Conforti · Covili · El Gouzi · Fiorelli · Gabburo · Lucca · Magli · Marcellusi · Martinelli ·  Mulubrhan · Nieri · Paletti · Pellizzari · Petrucci (tot 9/2) · Pinarello · Rastelli · Santaromita · Scalco · Scott (tot 20/7) · Tarozzi · Tolio · Tonelli · Zanoncello · Zoccarato · Cadena (stagiair) · Cavallo (stagiair) · Rojas (stagiair)
Biagini · Colnaghi · Conforti · Covili · Fiorelli · Gabburo · Lucca · Magli · Marcellusi · Martinelli · Paletti · Pellizzari · Pinarello · Pinazzi · Pozzovivo (vanaf 25/2) · Rojas · Scalco · Tarozzi · Tolio · Tonelli · Turconi · Zanoncello · Zoccarato